# スモール・プルマン (シカゴ・サーフェス・ライン)
スモール・プルマン（英語: Small Pullmans）は、かつてアメリカ合衆国・イリノイ州シカゴに存在した路面電車網であるシカゴ・サーフェス・ラインで使用された電車の愛称。同路線網を運営していた企業の1つであるシカゴ鉄道（Chicago Railways）が所有しており、ニュー・プルマン（New Pullmans）とも呼ばれていた。

## 概要
1910年に350両（751 - 1100）が製造された形式。先に製造されていた、同じくプルマン・カー・カンパニーで製造された「ビッグ・プルマン」と比べて車体の全長は全幅が縮小しているのが特徴で、愛称の由来ともなった。一方で2人掛け転換式クロスシート（walkover seats）の数については「ビッグ・プルマン」と同じく40人分であった。車内は乗降扉部分から手動のスライドドアによって仕切られており、冬季の寒さから乗客を保護する役割を担っていた。また、車内には運転士に加えて車掌も乗車し、乗客は後方の乗降扉から乗車し車掌に運賃を支払い、降車時は前方の扉を用いる流れが採用されていた（後乗り・前降り）。
屋根構造は製造当初二重屋根であったが、一部車両（804、942、946、959、968、970、974）については後年に丸屋根への改造が行われ、同時に804は50人、それ以外の車両は53人と着席定員数が増加した。
主に北部や市内中心部の混雑が激しくない系統で使用され、長期に渡ってシカゴ・サーフェス・ラインの主力車両として活躍した。廃車は1945年から始まり、1952年までに全ての車両が営業運転を終了している。廃車後は全車が解体されており、2023年時点で現存車両は存在しない。

## 参考資料
- John J. Brown; Charles A. Brown; James E. Coleman; Robert E. Johnson (1941-7). Complete Roster of Equipment of the CHICAGO SURFACE LINES. Bulletin. 27. Central Electric Railfans' Assosiation 2020年8月9日閲覧。.